# Morse Micro
Morse Micro  es un desarrollador de microprocesadores Wi-Fi HaLow con sede en Sídney, Australia. Los chips utilizan protocolos de red inalámbrica de bajo ancho de banda en el espectro por debajo de 1 GHz, lo que permite altas velocidades de datos de 10 megabits por segundo, en un rango de 1.000 metros. El gobierno australiano les proporcionó financiación inicial en 2017, ya que creían que Morse Micro tiene el "primer chip de silicio WiFi HaLow que conecta de forma segura dispositivos inteligentes a largas distancias". La compañía dice que la principal aplicación de su tecnología es de máquina a comunicaciones automáticas, que está "expandiendo el Wi-Fi para que pueda entrar en todo, cada alarma de humo, cada cámara". En mayo de 2019, un conjunto de inversores proporcionó fondos de la Serie A, incluido el Fondo de Innovación CSIRO, parte de la agencia australiana de investigación científica a la que se le atribuye la invención de Wi-Fi en 1997.

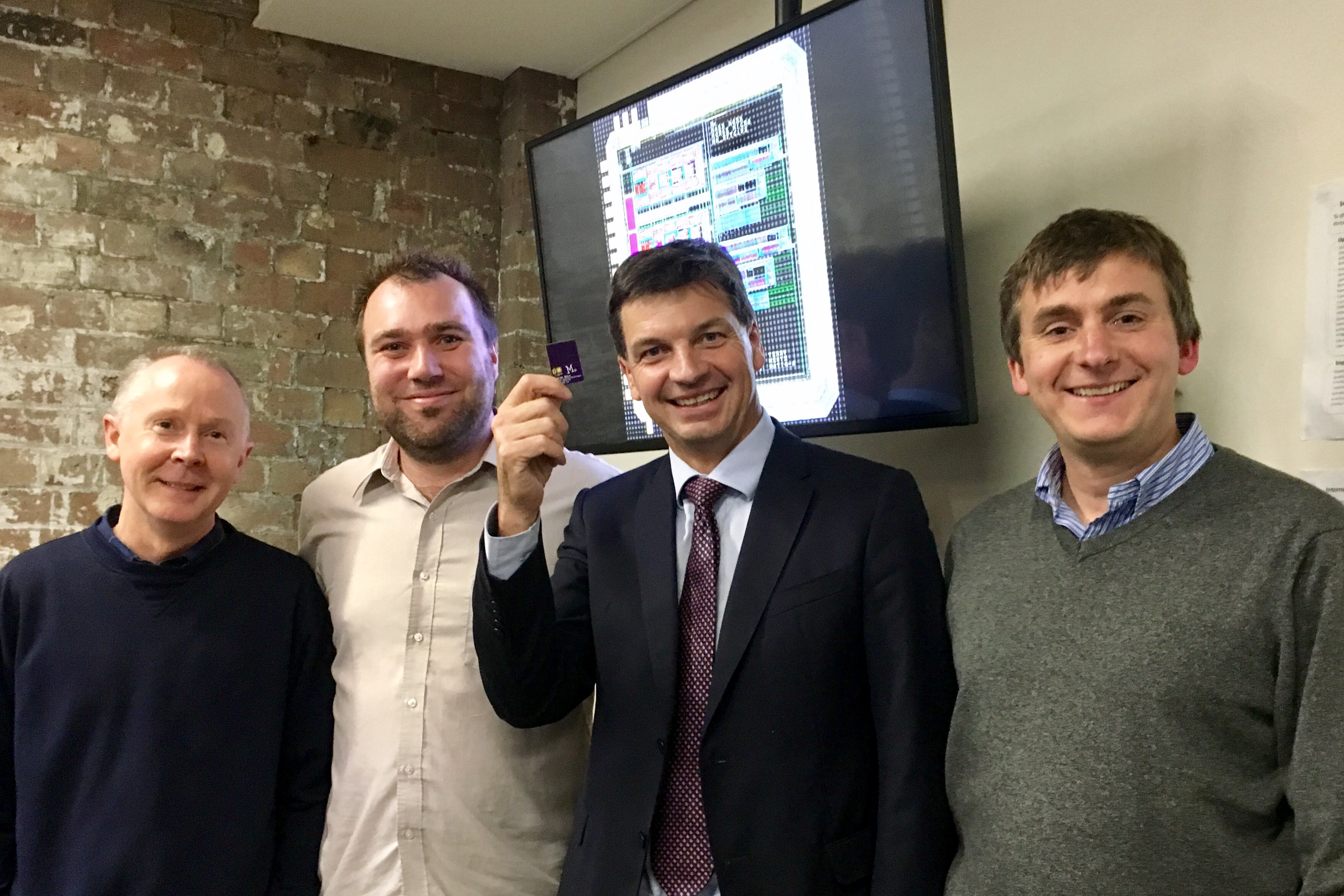
David Goodall con el fundador Michael de Nil, el ministro Angus Taylor y el cofundador Andrew Terry, en las oficinas de Morse Micro en Picton, al sur de Sídney, poco después de ganar su subvención de financiación inicial en 2017. Taylor sostiene un prototipo del chip Wi-Fi HaLow.

## Tecnología
El chip se comunica en la banda de 750 a 950 MHz, lo que permite velocidades de datos más altas que las comunicaciones Bluetooth que operan a 2,4 GHz. Permite un único punto de acceso Wi-Fi HaLow que puede conectar de forma segura hasta 8.191 dispositivos. En comparación con el wi-fi tradicional, la empresa afirma que su chip proporciona 10 veces el alcance, 100 veces el área y 1000 veces el volumen.
Físicamente, el microchip de la empresa es una quinta parte del tamaño de un procesador Wi-Fi tradicional. Utiliza muy poca energía, consumiendo el 1% de la energía consumida por los chips tradicionales, lo que se logra activando e informando periódicamente. Como tal, los chips pueden funcionar durante varios años con una sola batería del tamaño de una moneda. En 2020, la primera generación de microprocesadores Morse entró en producción en Taiwán.

## Historia
Los socios fundadores de Morse Micro, Andrew Terry y Michael De Nil se conocieron mientras trabajaban para Broadcom Inc, el mayor proveedor de circuitos integrados para comunicaciones.  De Nil dijo que notaron que los chips diseñados para teléfonos y computadoras portátiles se estaban utilizando para la comunicación de máquina a máquina y "eso no estaba funcionando muy bien". Decidieron crear un nuevo tipo de microprocesador, específicamente para Internet de las cosas.
Morse Micro Pty Ltd se estableció como una empresa privada, limitada por garantía, en agosto de 2016. Posteriormente, varios ingenieros importantes se unieron a los fundadores, entre ellos:
- El profesor Neil Weste, fundador de Radiata Networks, que creó el primer chip Wi-Fi 802.11a
- Dr. John O'Sullivan (ingeniero) radioastrónomo que dirigió el equipo que inventó el Wi-Fi en CSIRO en la década de 1980
- Dr. David Goodall, ingeniero de diseño de Radiata, que creó el primer chip WiFi comercial.El co-inventor del Wi-Fi original, John O'Sullivan, se ha unido a Morse Micro, junto con el cofundador de Radiata, Neil Weste.

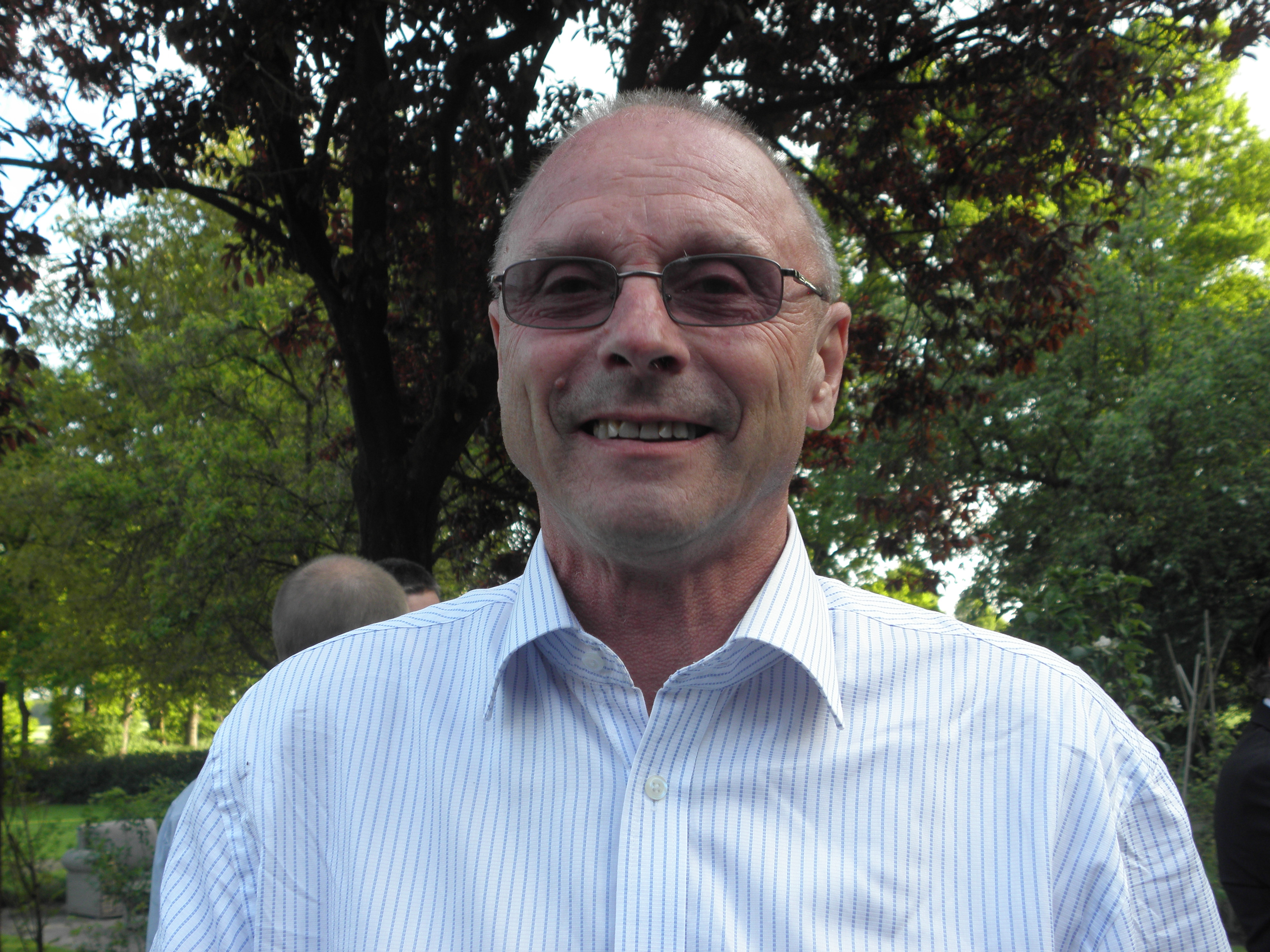
El co-inventor del Wi-Fi original, John O'Sullivan, se ha unido a Morse Micro, junto con el cofundador de Radiata, Neil Weste.